# پرشاخ‌قارچیان
پُرشاخ‌قارچیان (به لاتین: Clavulinaceae) تیرهای از قارچ‌ها از راسته پیاله‌قارچ‌سانان هستند. این تیره به خوبی تعریف نشده است، اما اکنون دارای گونه‌هایی از قارچ‌های کلاواریوئید (کلوپی و مرجانی) و همچنین برخی از قارچ‌های پینه‌ای (پوسته‌ساز و لکه‌ساز) است. این گونه‌ها از نظر تغذیه متنوع هستند، برخی از آنها اکتومیکوریزال، برخی دیگر گندپرور پوسیده چوب، برخی دیگر گلسنگ، و برخی دیگر قارچ‌های گلسنگ‌زی (روی گلسنگ‌ها رشد می‌کنند یا به‌طور انگلی زندگی می‌کنند).

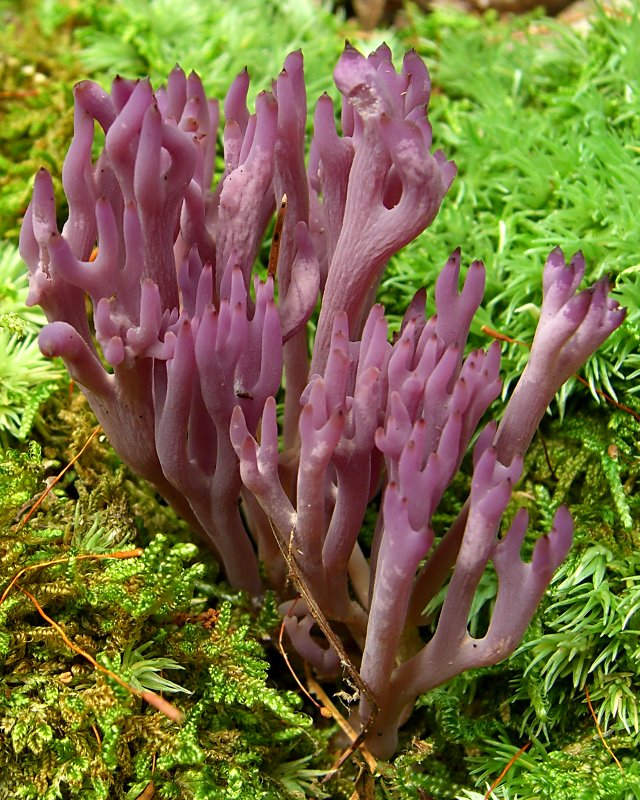
Clavulina amethystina